# Gouwespoorbrug (Alphen aan den Rijn)
De Gouwespoorbrug of spoordraaibrug Alphen is een spoorbrug in de Spoorlijn Woerden - Leiden, die de Gouwe overspant aan de zuidoostkant van Alphen aan den Rijn. Hij ligt tussen het Alphen-aquaduct en de de kruising van de Gouwe met de Oude Rijn bij de buurtschap Gouwsluis.
De draaibrug is gebalanceerd, met aan weerszijden een overspanning van 20 meter. De brug, heeft NS-brugnummer 30 en is enkelsporig, met aan de noordkant een onderhoudspad. Anno 2024 wordt hij beheerd door ProRail en bediend door Brugbedieningscentrum Steekterpoort. Hij gaat zo'n dertien keer per dag open, afgestemd op het treinverkeer. De brug ligt dan op de middenpijler, wat een doorvaartbreedte van 14,80 meter overlaat. Hij sluit kloksgewijs; gesloten is de doorvaarthoogte anderhalve meter.
In de directe omgeving kruisen ettelijke verkeersstromen elkaar. Van zuid naar noord wordt de Gouwe over een afstand van een kilometer gekruist door het aquaduct, de spoorbrug, een verkeersbrug, de Oude Rijn en weer een verkeersbrug. Over de Oude Rijn loopt vlakbij ook een verkeersbrug. De Gouwespoorbrug is voor scheepvaart vanuit het noorden de laatste brug voor Alpherium, een containerterminal voor overslag op het wegvervoer.
Prorail hanteert de aanduiding brug Gouwsluis, wat verwarring kan geven met een brug over de Oude Rijn, bij de toenmalige halte Gouwsluis; deze is in 1939 gesloopt. Verder moet de brug niet verward worden met de hefbrug Gouwesluis voor wegverkeer van de Goudse Schouw naar de Steekterweg.

## Historie en toekomst
De eerste draaibrug op deze locatie werd in 1878 aangelegd, tegelijk met de spoorlijn. De huidige brug stamt uit 1940. Op vrijdag 11 oktober 2024 voer een schip tegen de half geopende brug. De brug kon na inspectie gesloten worden, maar werd niet meer geopend. Het treinverkeer werd dezelfde dag hervat, maar het vaarwater bleef tot dinsdagochtend gestremd.

Volgens ProRail is de brug aan het eind van de technische levensduur. Er zijn defecten geweest die tot onverwachte uitval van treinen leidden, soms meerdere keren in een week. In 2020 bleek dat de middenpijler waar de brug op draait niet stabiel is. Dit wordt erger en ProRail wil de brug eind 2026 vervangen. Volgens de planning die eind 2024 gepubliceerd werd, zal de scheepvaart enkele weken gestremd zijn, maar is er negen maanden geen treinverkeer mogelijk, van eind 2026 tot zomer 2027. De aanbestedingsprocedure is in het voorjaar van 2025 begonnen.

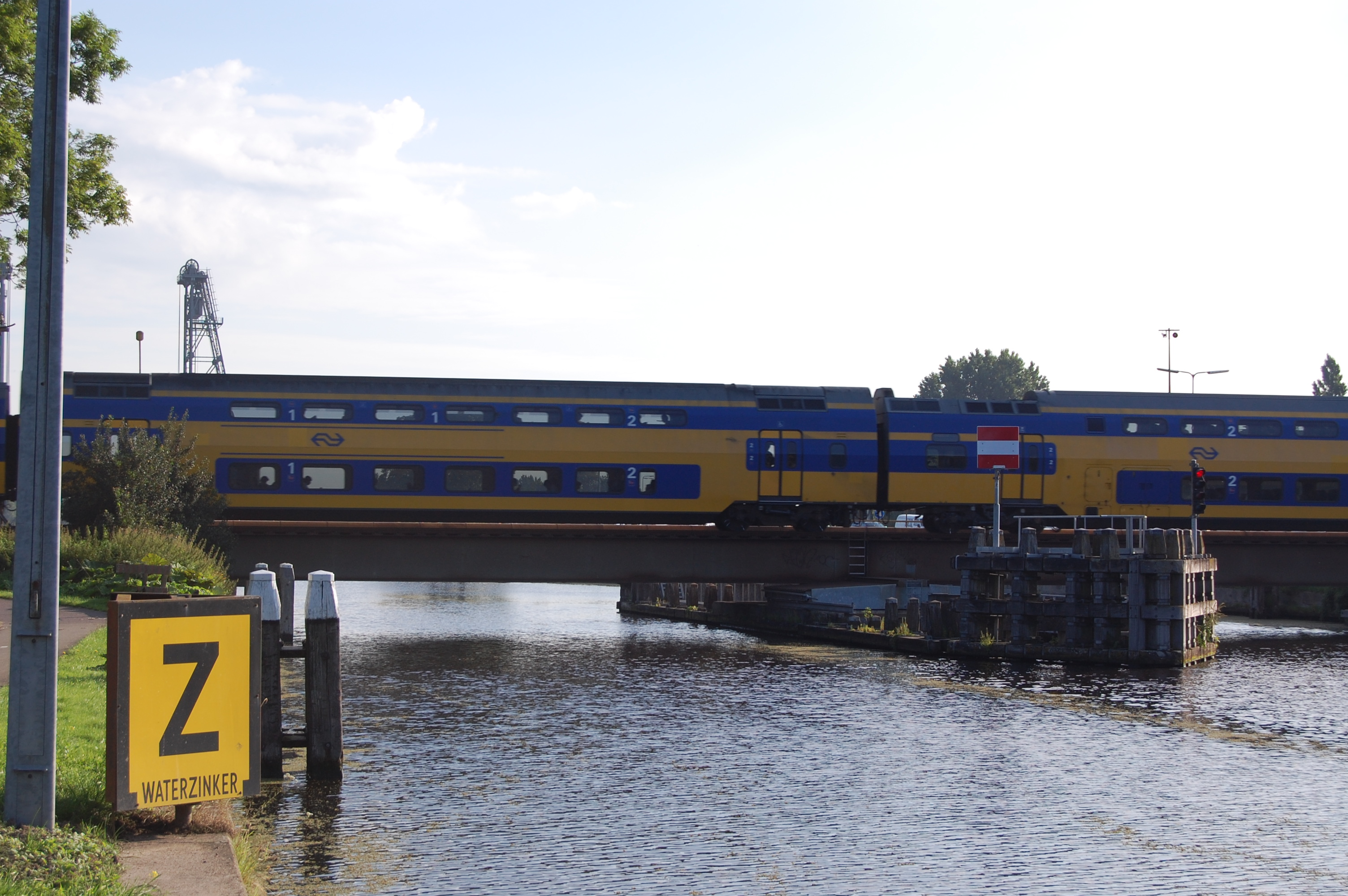

Hefbrug Gouwesluis ·
Gouwespoorbrug ·
Alphen-aquaduct ·
Hefbrug Boskoop ·
Hefbrug Waddinxveen ·
Amaliabrug ·
Gouwe-aquaduct ·
Coenecoopbrug ·
Lage Gouwespoorbrug ·
Hoge Gouwespoorbrug ·
Julianasluisbrug Noord ·
Julianasluisbrug Zuid